# Europa 1400 : Les Marchands du Moyen Âge
Europa 1400 : Les Marchands du Moyen Âge (Die Gilde) est un jeu vidéo de simulation économique développé par 4Head Studios et publié par JoWooD Entertainment en 2003. Une suite est publiée en 2006 : The Guild 2.

## Synopsis
Le joueur incarne un marchand du Moyen Âge et doit le faire progresser pour atteindre les objectifs qui lui ont été fixés au début de la partie (devenir noble, posséder une certaine somme d'argent, etc.).

## Système de jeu
Au début du jeu le joueur commence par choisir la ville où exercer, puis son métier et ses compétences – comme dans tous les RPG.
Le choix peut se faire directement par le joueur ou en choisissant son père et sa mère, représentant chacun une profession.
Après cela le joueur prend directement le contrôle de son personnage, de son lieu de travail et de sa maison.
Il doit recruter des apprentis pour faire marcher son commerce et gagner de l'argent.
La première partie du jeu consiste à gagner de l'argent en achetant, transformant et revendant des marchandises (excepté pour des emplois spéciaux comme les voleurs).
En même temps le joueur doit tenter de progresser dans la hiérarchie de la ville (après avoir acquis les droits de citoyenneté) pour occuper vers la fin des postes clefs (gardien du trésor, juge…). Ces postes rapportent une solde mensuelle et des avantages (garde du corps, avantages fiscaux, etc.). Parallèlement au développement de son activité commerciale, le joueur progresse dans sa branche d'activité (six niveaux pour chaque activité) ce qui lui permet de gérer une entreprise plus importante (il y a trois niveaux différents pour les entreprises).
Par exemple : église → abbaye → cathédrale

## Évolution de la noblesse
L'évolution permet d'obtenir des avantages comme des taux plus intéressants auprès des banques, des gardes du corps…
- Serf/Gente dame
- Citoyen/Citoyenne
- Patricien/Patricienne
- Noble
- Baron/Baronne
- Comte/Comtesse

## Listes des villes
(par ordre de difficulté)
- Londres
- Berlin
- Paris
- Milan
- Madrid

## Liste des métiers
Chaque métier est réparti sur six niveaux qui permettent de débloquer trois bâtiments différents.
- Forgeron
  - Fondeur de fer : fonderie
  - Fondeur : fonderie
  - Forgeron : fonderie, forge
  - Fondeur d'argent : fonderie, forge
  - Orfèvre : fonderie, forge, orfèvrerie
  - Maître forgeron : fonderie, forge, orfèvrerie
- Menuisier
  - Coupeur : menuiserie
  - Charpentier : menuiserie
  - Tourneur : menuiserie, tournerie
  - Menuisier : menuiserie, tournerie
  - Maître Tourneur : menuiserie, tournerie, scierie
  - Maître Menuisier : menuiserie, tournerie, scierie
- Maçon
- Alchimiste
- Parfumeur
- Tavernier
- Voleur
- Clerc
- Usurier
- Marchand
- Brigand
- Garde

## Compétences des personnages
Les compétences des personnages (joueurs ou non) vont de 0 étoile à 6 au maximum.
- Combat : très utile pour ne pas se faire rouer de coups ou lors des duels
- Rhétorique : sert notamment pour les prêtres, lors des messes mais aussi lors d'un jugement
- Artisanat : vos artisans fabriquent les objets plus vite
- Négociation : sert à acheter un peu moins cher et à vendre un peu plus cher
- Discrétion : lors de viol de la loi, pour ne pas se faire repérer par d'éventuels espions, c'est nécessaire

## Accueil
| Europa 1400           |      |       |
| Média                 | Pays | Notes |
| GameSpot              | US   | 85 %  |
| IGN                   | US   | 85 %  |
| Jeuxvideo.com         | FR   | 15/20 |
| PC Gamer UK           | GB   | 73 %  |
| Compilations de notes |      |       |
| Metacritic            | US   | 82 %  |

Le jeu fut très critiqué à sa sortie car il était tout simplement injouable (le jeu plantait au bout de 10 à 20 minutes) mais une série de patchs après quelques semaines a permis d'arrêter cela.
On peut également noter que la dernière version connue est le patch de la beta 3, le jeu n'est pas encore en version complète et ne le sera probablement jamais.